# Gesaleic
Geseleic o Gesaleic (de Gisil, «fletxa» o Giselaic «que juga amb la fletxa») va ser el rei dels visigots des del 507 al 510. Era fill il·legítim i successor d'Alaric II, escollit pels nobles a Narbona a la mort del seu pare a la batalla de Vouillé.
Gesaleic va abandonar Narbona, probablement ja en l'any 507 i es va establir a Bàrcino (Barcelona), que es va convertir en capital del regne.
Entre el 508 i el 511 Gesaleic va mantenir una estreta amistat amb els ostrogots d'Itàlia, però "es va aliar amb els enemics dels ostrogots" (segons Isidor de Sevilla) probablement un partit visigot oposat a la influència ostrogoda, i feu executar Goiaric, compliador del Breviari d'Alaric. En represàlia per l'esmentada aliança Teodoric el Gran va donar suport a Amalaric com a rei dels visigots, i va enviar Ibba a combatre Gesaleic, prenent Carcasona i Narbona en 509, obligant-lo a refugiar-se a Bàrcino, on fou atacat i deposat en 510, obligant-lo a fugir. Gesaleic es va refugiar al Regne dels Vàndals d'Àfrica, demanant-los ajuda per recobrar el tron. Trasamund, davant pel poder de Teodoric el Gran i el seu general Ibbas, no li va prestar tropes per al seu projecte i el va enviar a l'exili, refugiant-se a Aquitània, on havia de conservar certes amistats, però on va haver de viure amagat durant un any.
El general Ibbas va proclamar com rei a Bàrcino al jove Amalaric (511), fill d'Alaric II i net (per part de mare) de Teodoric el Gran. El nou rei només tenia nou anys, pel qual el mateix Teodoric va assumir la regència.
Gesaleic, mentrestant, romania a Aquitània on va poder reunir un exèrcit d'amics i mercenaris (se sap que el 511-512 la submissió d'Aquitània als francs no era completa). El 512 l'exèrcit de Gesaleic va entrar a la Tarraconense pels passos pirinencs orientals però va ser derrotat per Ibbas a 20 km de Barcelona. Gesaleic va fugir cap al nord, i després de travessar la Narbonense va intentar penetrar a Borgonya, però va ser capturat i mort en travessar el riu Durance, probablement per soldats ostrogots (514).